# Lyerly (Géorgie)
Lyerly est une ville américaine située dans le comté de Chattooga, en Géorgie. Selon le recensement de 2020, sa population est de 454 habitants.